# Ретроспективное голосование

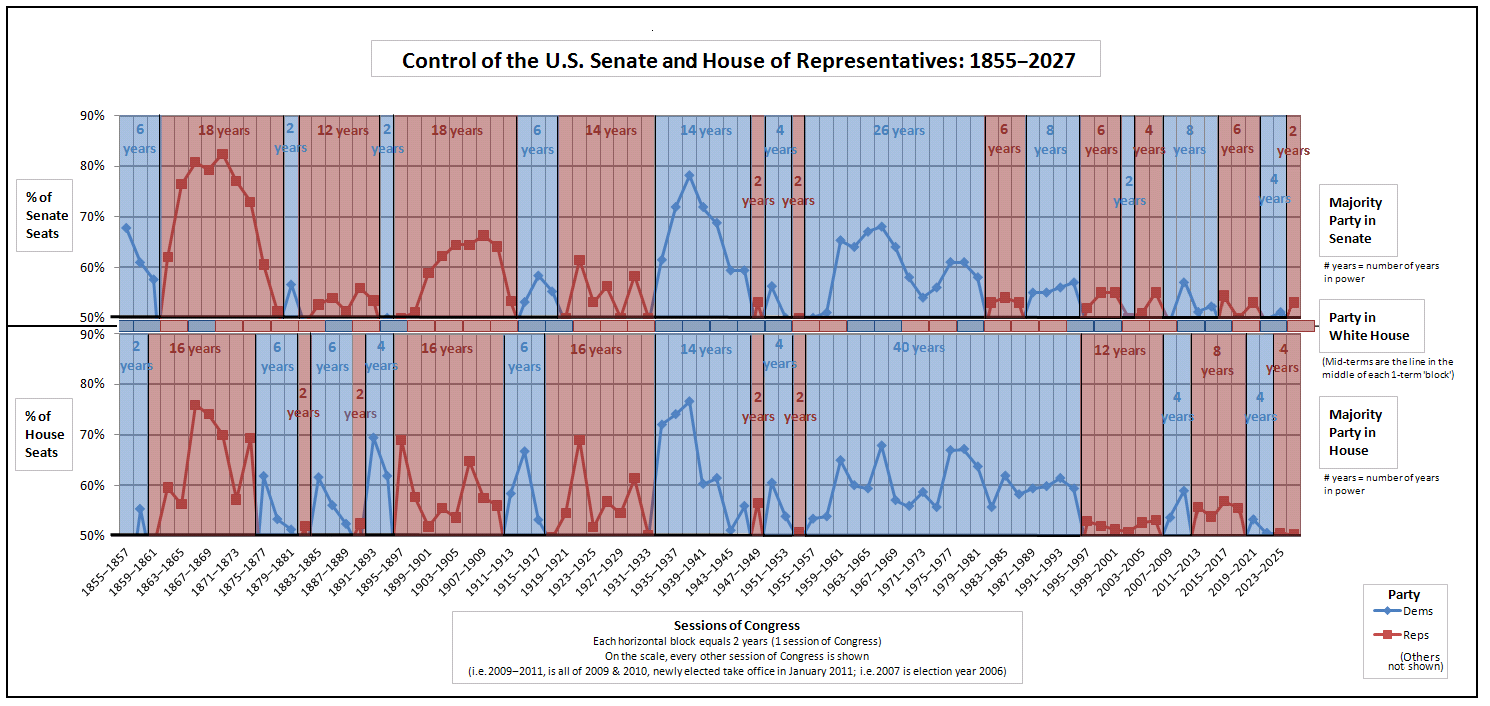
Промежуточные выборы в США (midterm elections) в Конгресс США и потеря мест в его палатах партией президента часто объясняют ретроспективным голосованием

Ретроспективное голосование (англ. retrospective voting) — модель электорального поведения в рамках теории рационального выбора, которая основывается на идее о том, что голосование граждан объясняется в первую очередь их оценкой деятельности правительства-инкумбента и тем самым дополняет модели, которые связывают электоральные успехи кандидатов с их предвыборными обещаниями и выбранной позицией на политическом спектре (например, как в теореме о медианном избирателе и более классических рациональных объяснениях электорального выбора).
В случае, если имеется в виду оценка избирателями именно экономического благосостояния, достигнутого при инкумбенте, в похожем смысле также используется термин экономическое голосование, которое, впрочем, нельзя путать с более общей теорией демократии, берущей начало в работе Энтони Даунса «Экономическая теория демократии».
Широкие исследования ретроспективного голосования, как и использование именно этого термина для обозначения феномена, начались с исследований Морриса Фиорины, посвященных голосованию на общенациональных выборах в Соединенных Штатах Америки (президента и в палаты Конгресса). Несмотря на то, что аналогичная идея выступала против представления о том, что избиратели в демократических странах голосуют неинформированно и не очень последовательно с идеологической точки зрения (например, этот тезис был высказан в книге «Ответственный электорат» В.О. Ки), предложенная Фиориной модель не подразумевала обладание избирателями полной информации или его глубокой вовлеченности в вопросы внутренней и внешней политики.
Поскольку ретроспективное голосование напрямую связано с оценкой избирателями деятельности инкумбента, его называют одним из механизмов подотчётности в демократических государствах.

## Примеры
Эмпирические исследования указывают на противоречивые и ограниченные эффекты ретроспективного голосования.
Отдельные кросс-национальные количественные исследования указывают на то, что эффекты ретроспективного механизма на электоральный выбор граждан и исход выборов являются достаточно сильными, хотя и не эксклюзивными, подчеркивают необходимость сочетания экономических и политических предикторов в анализе. Среди последних важными являются ясность того, что именно правительство несет ответственность за те или иные события или изменения в благосостоянии (в разных странах решения принимают разные институты); доли правящей партии (партиям, которые контролируют правительства безраздельно или занимают ведущее положение в правящей коалиции, могут чаще и с большей интенсивностью атрибутировать вину или успехи); наличие ясного набора альтернатив (возможность «наказать» инкумбента зависит от доступности правдоподобных альтернатив: партий или кандидатов, которые могли бы сменить инкумбентов) — в среднем, от них зависит сила эффектов экономических факторов на исход выборов.

Сравнительное исследование российских регионов (2017) указывает на важность экономических факторов для исходов выборов на уровне субъектов федерации в среднесрочной перспективе.